# Sciopero del carbone del 1902

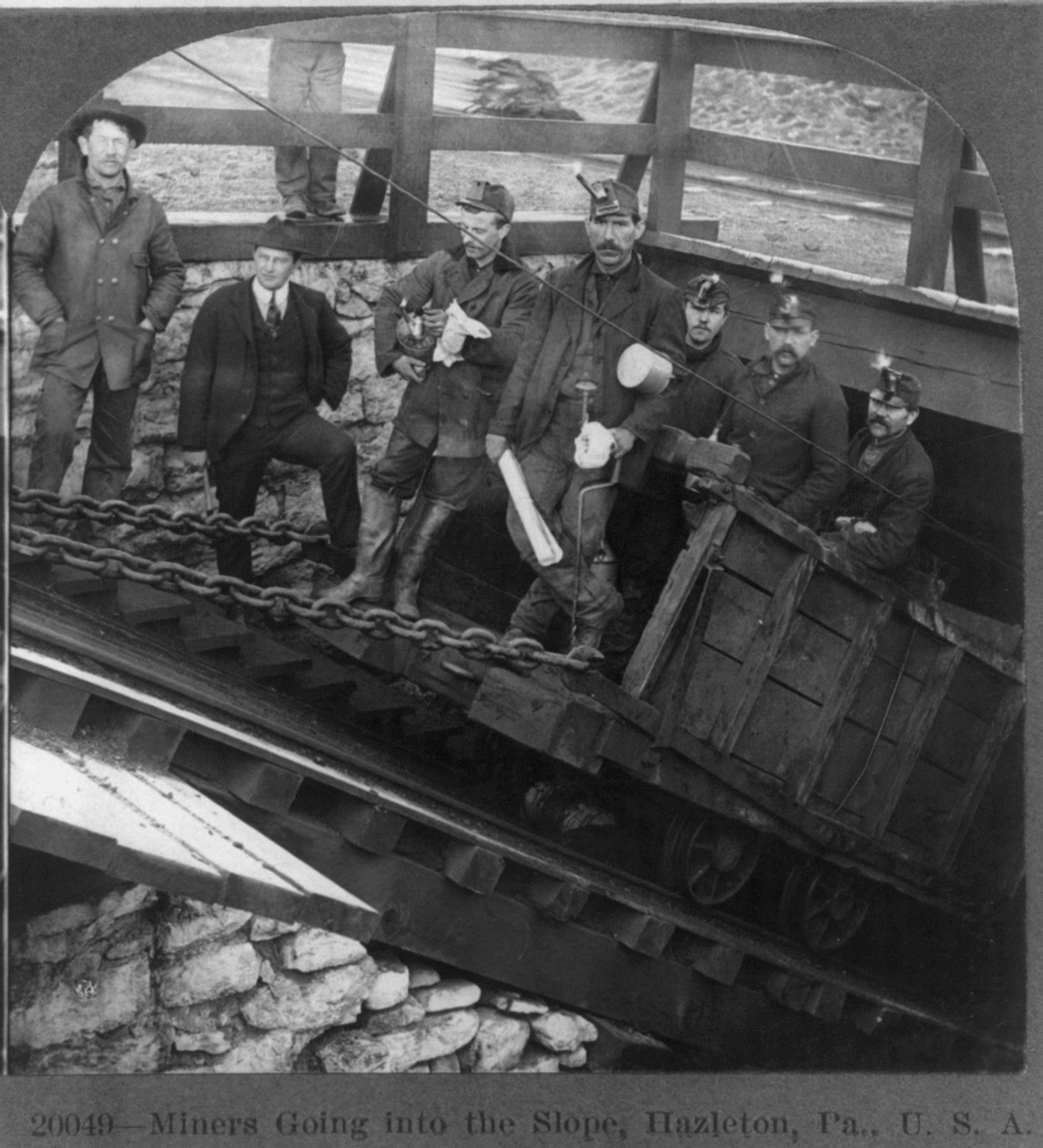
Minatori di carbone a Hazleton, Pennsylvania, circa 1905.

Lo sciopero del carbone del 1902, noto anche come lo sciopero dell'antracite, fu uno sciopero indetto dalla United Mine Workers of America nei campi di estrazione di antracite della Pennsylvania orientale. I minatori in sciopero chiedevano salari più alti, un minore orario di lavoro ed il riconoscimento del loro sindacato. 
Lo sciopero minacciò di interrompere la fornitura invernale di combustibile a tutte le maggiori città (case ed appartamenti erano infatti riscaldati con antracite, che aveva un potere calorifico superiore al classico carbone bituminoso). Il presidente Theodore Roosevelt creò una commissione d'inchiesta che ottenne la sospensione dello sciopero. Le proteste non ricominciarono, in quanto i minatori ricevettero una maggior retribuzione ed un orario di lavoro minore, di contro i proprietari delle miniere ottennero un prezzo di vendita più alto per il carbone e non riconobbero il sindacato come rappresentante degli operai. Questo fu il primo episodio riguardante il lavoro in cui il governo federale intervenne come parte neutrale.

## Antefatti
Nel 1897 la United Mine Workers of America (UMWA) aveva riportato una vittoria schiacciante con lo sciopero attuato nei campi estrattivi di carbone bituminoso del Midwest, ottenendo aumenti salariali significativi ed un aumento dei propri membri da 10.000 a 115.000. Un certo numero di piccoli scioperi scoppiarono nella zona di estrazione dell'antracite tra il 1899 a il 1901, con il quale il sindacato acquisì esperienza, oltre ad un maggior numero di membri. Lo sciopero del 1899 a Nanticoke, Pennsylvania, dimostrò come i sindacati potevano vincere contro la filiale di una grande compagnia ferroviaria.
Il sindacato sperava di ottenere risultati simili anche nel 1900, ma i proprietari delle miniere si rivelarono avversari molto più determinati del previsto, nel frattempo avevano infatti stabilito un oligopolio attraverso la concentrazione della proprietà, questo a seguito delle drastiche fluttuazioni del prezzo di mercato dell'antracite. I proprietari si rifiutarono di incontrare o di discutere col sindacato, che rispose indicendo uno sciopero il 17 settembre 1900. I risultati sorpresero lo stesso sindacato, con minatori di ogni nazionalità che si schierarono a sostegno del sindacato. 
Il senatore repubblicano Mark Hanna, egli stesso proprietario di miniere di carbone bituminoso (non interessate dallo sciopero), cercò di trovare una soluzione allo sciopera, che terminò a meno due mesi dall'inizio delle elezioni presidenziali. Operò attraverso la National Civic Federation, organizzazione che riuniva i datori di lavoro e gli stessi lavoratori, nonché esponenti dei consumatori, che si occupava di risolvere le controversie nate nel mondo del lavoro. Hanna si rivolse a J. P. Morgan per trasmettere il suo messaggio per l'industria, ovvero che uno sciopero avrebbe influito negativamente sulla rielezione del repubblicano William McKinley. Hanna riuscì così a convincere i proprietari a concedere un aumento salariale. Continuarono, invece, a non riconoscere formalmente la UMWA come rappresentante degli operai. Il sindacato dichiarò vittoria e lasciò cadere la richiesta di riconoscimento.

## Lo sciopero del 1902
Le questioni che portarono allo sciopero del 1900 erano altrettanto pressanti nel 1902: il sindacato voleva il proprio riconoscimento nonché un certo grado di controllo sul settore. L'industria, ancora scottato dalle concessioni del 1900, si oppose alle richieste. Circa 150.000 minatori reclamavano la busta paga settimanale. Decine di milioni di abitanti delle città dipendevano dalla fornitura di antracite per riscaldare le loro case.
John Mitchell, presidente della UMWA, propose prima di rivolgersi nuovamente alla National Civic Federation, poi ad un collettivo formato da datori di lavoro moderatamente progressisti. Infine Mitchell propose anche una commissione di eminenti ecclesiastici che avrebbe riferito sulle condizioni nei campi di estrazione. George Baer, presidente della Philadelphia & Reading Railroad, uno dei principali datori di lavoro del settore, mise da parte le proposte in modo sprezzante:
()
Il 12 maggio 1902 i minatori entrarono in sciopero. I dipendenti della manutenzione, che avevano un lavoro molto più stabile e non affrontavano i pericoli del lavoro sotterraneo, si ritirarono dallo sciopero il 2 giugno. Il sindacato ottenne il supporto di circa l'80% dei lavoratori del settore, con oltre 100.000 lavoratori che aderirono allo sciopero. Circa 30.000 lasciarono la regione, molti dei quali si diressero alle miniere di carbone bituminoso del Midwest, mentre circa 10.000 tornarono in Europa. Ben presto lo sciopero generò tensioni, che minacciavano di sfociare in atti di violenza, tra gli scioperanti ed i crumiri, che erano supportati dalla National Guard della Pennsylvania, dalla polizia locale e da agenzie investigative private.

## L'intervento del governo federale
L'8 giugno il presidente Theodore Roosevelt chiese al suo Commissario al Lavoro, Carroll Wright, di svolgere indagini sullo sciopero. Wright indagò e propose riforme riconoscevano le posizioni di ambo le parti, raccomandando in via sperimentale una giornata di lavoro di nove ore e un limite alla contrattazione collettiva. Roosevelt decise di non rendere pubblico il rapporto, per paura di apparire schierato col sindacato.
I proprietari, dal canto loro, rifiutavano di negoziare col sindacato. Come scrisse George Baer quando esortava a fare concessioni agli scioperanti ed al loro sindacato, i diritti e gli interessi dei lavoratori saranno protetti e curati, non dagli agitatori, ma dagli uomini cristiani a cui Dio, nella sua infinita saggezza ha dato il controllo degli interessi patrimoniali del Paese. Il sindacato ha usato questa lettera per influenzare l'opinione pubblica sullo sciopero.
Roosevelt avrebbe voluto intervenire, ma gli fu detto dal suo attorney general, Philander Knox, che egli non aveva alcuna autorità per farlo. Hanna e molti altri membri del partito repubblicano erano altresì preoccupati per le implicazioni politiche nel caso in cui lo sciopero si sarebbe protratto fino all'inverno, quando il fabbisogno di antracite era maggiore. Roosevelt disse infatti ad Hanna che una carestia di carbone in inverno era una cosa negativa, e che si sarebbero viste terribili sofferenze e gravi catastrofi
Roosevelt convocò quindi una conferenza di rappresentanti del governo, del lavoratori, e dei datori di lavoro il 3 ottobre 1902. Il sindacato interpretò la convocazione all'incontro come un riconoscimento dei sindacati e assunse quindi una posizione più conciliante. I datori di lavoro riferirono a Roosevelt che gli scioperanti avevano ucciso oltre 20 uomini e che avrebbe dovuto usare i poteri del governo per proteggere gli uomini che volevano lavorare, nonché le loro mogli ed i loro figli quando essi erano al lavoro. Secondo loro, infatti, con una protezione adeguata si sarebbe potuto produrre sufficiente carbone per porre fine alla carenza di combustibile. Si rifiutarono inoltre di intavolare qualsiasi negoziato con il sindacato. 
Il governatore, William Stone, inviò la National Guard a proteggere le miniere e la minoranza di uomini ancora al lavoro. Roosevelt tentò di convincere il sindacato a porre fine allo sciopero, con la promessa che avrebbe creato una commissione col compito di studiare le cause dello sciopero e di proporre una soluzione, soluzione che Roosevelt promise avrebbe sostenuto con tutta l'autorità del suo ufficio. Mitchell rigettò la proposta, con una decisione che fu approvata quasi all'unanimità dai membri del sindacato.
L'economia del carbone ruotava attorno a due fattori: il costo di produzione era dato in larga parte dal salario dei minatori, e se l'offerta calava il prezzo saliva molto, in quanto in un'epoca ancora senza petrolio ne elettricità non esistevano buoni sostituti al carbone. I profitti del 1902 erano bassi a causa di un eccesso dell'offerta dovuto ad un surplus produttivo, quindi inizialmente i proprietari delle miniere accolsero favorevolmente uno sciopero a medio termine. Avevano infatti enormi scorte di carbone, che iniziarono a crescere di valore giorno dopo giorno. Un accordo tra i proprietari di miniere per fermare la produzione sarebbe stato illegale, a meno che i minatori non fossero scesi in sciopero. I datori di lavoro, quindi, accolsero lo sciopero, ma rifiutarono categoricamente di riconoscere la UMWA, perché temevano che il sindacato avrebbe poi controllato l'industria del carbone manipolando gli scioperi.
Roosevelt continuò a cercare supporto per una soluzione che accontentasse ambo le parti, convincendo l'ex presidente Grover Cleveland a partecipare alla commissione in via di costituzione. Considerò anche l'eventualità di inviare l'esercito per assumere il controllo dei bacini carboniferi.

## L'intervento di J. P. Morgan

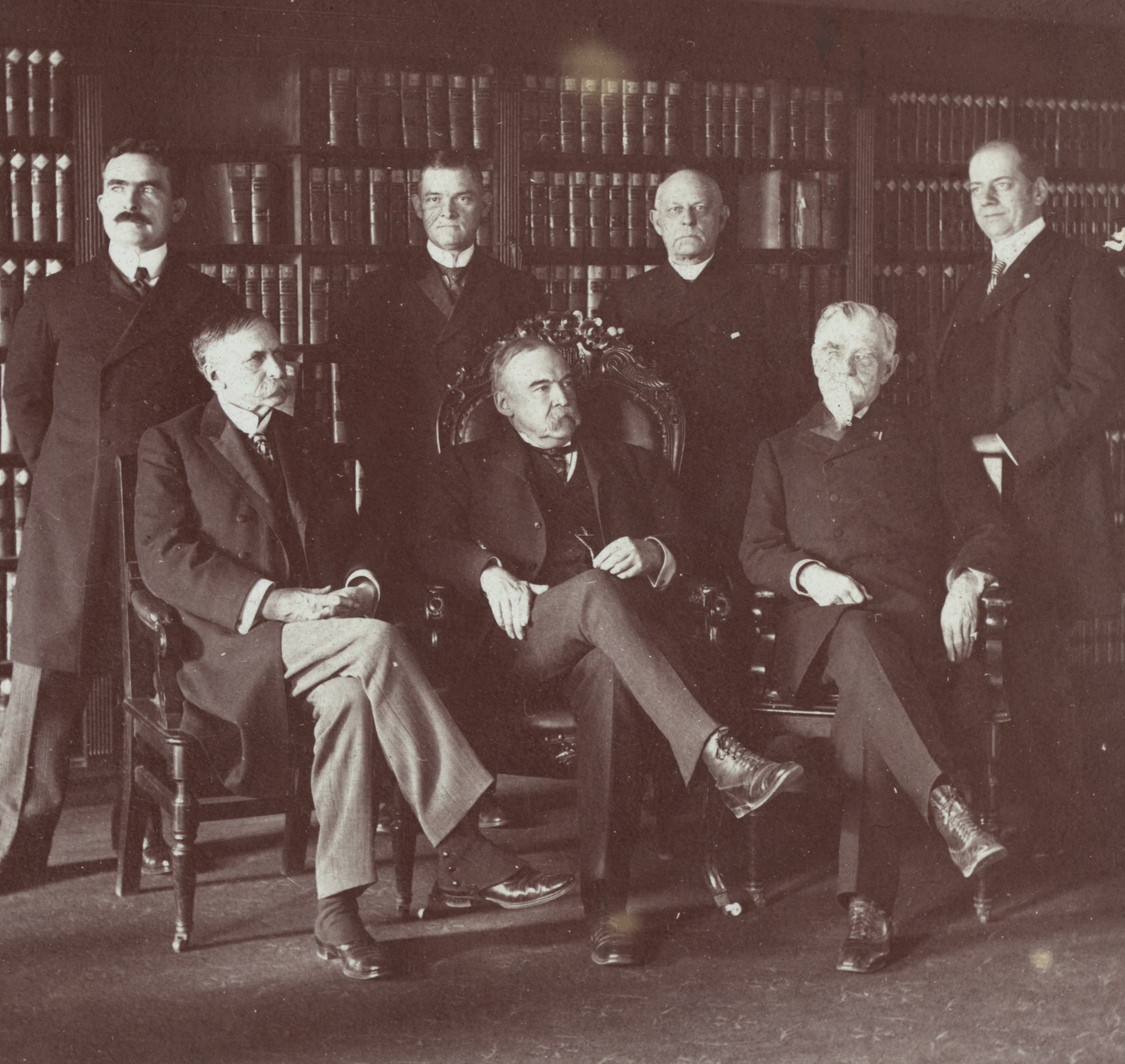
I sette membri della commissione istituita da Roosevelt per trovare una soluzione allo sciopero

J. P. Morgan, figura dominante nella finanza statunitense del periodo, aveva svolto un ruolo determinante nella risoluzione dello sciopero del 1900. Egli era profondamente coinvolto nello sciopero, in quanto i suoi interessi comprendevano la Reading Railroad, uno dei maggiori datori di lavoro dei minatori, ed inoltre avevano assunto George Baer, portavoce degli industriali durante tutto lo sciopero, come capo della compagnia ferroviaria in questione.
Nel 1902, sotto la spinta del Segretario alla Guerra Elihu Root, Morgan si fece avanti con un'altra proposta di compromesso, che prevedeva l'arbitrato e dava all'industria il diritto di rifiutare la contrattazione col sindacato, disponendo invece che datori di lavoro e dipendenti comunicassero direttamente con la commissione. I datori di lavoro diedero il loro assenso, a condizione che i cinque membri della commissione avrebbero dovuto essere un ingegnere militare, un ingegnere minerario, un giudice, un esperto nel settore del carbone e un "eminente sociologo". I datori di lavoro si dissero disponibili ad accettare un leader sindacale come "eminente sociologo", così Roosevelt chiamò E. E. Clark, capo del sindacato dei macchinisti, come "eminente sociologo". A seguito delle pressioni dei cattolici fu aggiunto come sesto membro il vescovo cattolico John Lancaster Spalding. Settimo ed ultimo membro fu il Commissario al Lavoro, Carroll Wright.

## La commissione per lo sciopero
Lo sciopero si concluse, dopo 163 giorni, il 23 ottobre 1902. La commissione iniziò a lavorare il giorno dopo, effettuando una visita di una settimana nelle zone di estrazione. Wright utilizzò il personale del Dipartimento del Lavoro per raccogliere dati circa il costo della vita nei bacini di estrazione.
Per tre mesi i commissari raccolsero le testimonianze di dei lavoratori, per un totale di 558 testimoni, di questi 240 tra i minatori in sciopero, 153 tra i minatori non iscritti al sindacato, 154 tra i datori di lavoro ed altri 11 chiamati dalla commissione stessa. Le argomentazioni conclusive dei datori di lavoro furono redatte da Baer, mentre quelle dei lavoratori dall'avvocato Clarence Darrow. Anche se i commissari ascoltarono alcune testimonianze di condizioni di lavoro terribili, conclusero che "il commovente spettacolo dell'orrore" rappresentava solo un piccolo numero di casi. In generale, le condizioni all'interno della comunità mineraria furono giudicate buone, e fu solo parzialmente giustificatala la pretesa dei minatori secondo cui il loro guadagno annuale non erano sufficiente per mantenere lo standard di vita americano.
Baer scrisse nelle argomentazioni conclusive che "Questi uomini non soffrono. Perché, diavolo, la metà di loro non parla nemmeno inglese".
Darrow, da parte sua, riassunse le testimonianze sui maltrattamenti che aveva ascoltato nella retorica per cui era famoso: "Stiamo lavorando per la democrazia, per l'umanità, per il futuro, per il giorno che arriverà troppo tardi per noi, per vederlo, conoscerlo o riceverne i benefici, ma che verrà, e allora verranno ricordate le nostre lotte, i nostri trionfi, le nostre sconfitte e le nostre parole". Alla fine, però, la retorica di entrambe le parti influenzò poco la Commissione, che cercò di mediare entrambe le posizioni. Le richieste dei minatori comprendevano un aumento di salario del 20% e la riduzione dell'orario di lavoro da 10 ad 8 ore al giorno, alla fine la maggior parte dei lavoratori ottenne un aumento di salario del 10% ed una riduzione dell'orario a 9 ore. Mentre i datori di lavoro continuarono a rifiutarsi di riconoscere la United Mine Workers, erano tenuti ad accettare un collegio arbitrale di sei membri, composto da un numero uguale di rappresentanti dei lavoratori e dei gestori di lavoro, col potere di dirimere le controversie di lavoro. Mitchell ritenne questo come un riconoscimento de facto e proclamò la vittoria del sindacato

## Conseguenze
L'accordo raggiunto celebrato come una vittoria sia per la UMWA che in generale per l'American Federation of Labor. I lavoratori iscritti a sindacati salirono, con i moderati che sostenevano che questo avrebbe portato a benefici concreti per i lavoratori molto prima del socialismo radicale, che pianificava un futuro rovesciamento del capitalismo. Il giovane John Mitchell dimostrò le sue capacità di leadership e padronanza dei problemi relativi ad etnia, abilità, e divisioni regionali, che a lungo avevano minato l'unione nella regione dell'antracite. Per contro, gli scioperi indetti dalla più radicale Western Federation of Miners spesso si trasformarono in una guerra su vasta scala tra gli scioperanti e i datori di lavoro, supportati dalle autorità civili e militari. 
Lo sciopero del 1902 fu mediato con successo attraverso l'intervento del governo federale, che si sforzò di fornire un cosiddetto Square Deal, che Roosevelt prese in seguito come motto per la sua amministrazione, su entrambi i lati. L'accordo fu un passo importante nell'era progressista per le riforme che furono varate nel decennio che seguì. Non ci furono più grandi scioperi nel settore carbonifero fino agli anni venti.

### Libri
- (EN) Perry K. Blatz, Democratic Miners: Work and Labor Relations in the Anthracite Coal Industry, 1875-1925, Albany, New York, State University of New York Press, 1994, ISBN 0-7914-1819-7.
- (EN) Robert J. Cornell, The Anthracite Coal Strike of 1902, Catholic University of America Press, 1957.
- (EN) Edmund Morris, Theodore Rex, Random House, 2001, ISBN 0-394-55509-0.
- (EN) H. W. Brands, T.R.: The Last Romantic, Basic Books, 1998, ISBN 0-465-06959-2.
- (EN) Herbert Croly, Marcus Alonzo Hanna; his life and work, New York, The Macmillan Company, 1912.
- (EN) Henry F. Pringle, Theodore Roosevelt: A Biography, Houghton Mifflin Harcourt Trade & Reference Publishers, 2002  [1931], ISBN 0-15-602802-6.
- (EN) Frederick Saward e Sidney A. Hale, The Coal Trade, Coal Trade Journal, 1920.
- (EN) Jean Strouse, Morgan: American Financier, Harper Perennial, 2000, ISBN 0-06-095589-9.
- (EN) James Ford Rhodes, The McKinley and Roosevelt administrations, 1897-1909, New York, The Macmillan Company, 1922.
- (EN) Walter T. K. Nugent, Progressivism: a very short introduction, Oxford University Press, 2010.
- (EN) John A. Farrell, Clarence Darrow: Attorney for the Damned, Knopf Doubleday Publishing Group, 2011.

### Pubblicazioni
- (EN) Robert H. Wiebe, The Anthracite Strike of 1902: A Record of Confusion, in The Mississippi Valley Historical Review, vol. 48, n. 2, Organization of American Historians, settembre 1961.
- (EN) George O. Virtue, The Anthracite Miners' Strike of 1900, in Journal of Political Economy, vol. 9, n. 1, Chicago, The University of Chicago Press, dicembre 1900,  pp. 1-23. URL consultato il 5 febbraio 2014.
- (EN) Frank Julian, The Anthracite Coal Strike, in Annals of the American Academy of Political and Social Science, Sage Publications, Inc. in collaborazione con American Academy of Political and Social Science, 1901,  pp. 15-22. URL consultato il 5 febbraio 2014.